# Halba
Halba (Arabisch: حلبا) is een kleine Libanese stad in het gouvernement Noord. De stad is de hoofdstad van het district Akkar en heeft circa 4500 inwoners.